# Schāh Walī Allāh ad-Dihlawī
Schāh Walī Allāh Ahmad ibn ʿAbd ar-Rahīm ad-Dihlawī (Urdu شاہ ولی اللہ DMG Šāh Walīyullāh, arabisch شاه ولي الله أحمد بن عبد الرحيم الدهلوي, DMG Šāh Walī Allāh Aḥmad ibn ʿAbd ar-Raḥīm ad-Dihlawī, * 21. Februar 1703 in Phulat bei Muzaffarnagar; † 20. August 1762 in Delhi) war ein bedeutender islamischer Denker aus dem Indien des 18. Jahrhunderts. Er entstammte einer Gelehrtenfamilie in Delhi.
Heute wird er von allen großen religiösen Bewegungen im muslimischen Südasien als intellektueller Stammvater beansprucht.

## Leben
Schāh Walī Allāhs Familie bestand sowohl aus bekannten Sufīs als auch Qadīs und Soldaten im Dienste der Mogulen. Sein Vater Schāh ʿAbd ar-Rahīm war Mitglied im Sufiorden der Chādscha Churd, Schāh Walī Allāh selbst trat 1718 in die Orden der Tschistiyya, Naqschbandiyya und die Qādiriyya ein.
Schāh Walī Allāh wurde primär zu Hause von seinem Vater unterrichtet. Nachdem er bereits mit sieben Jahren den Koran auswendig kannte, lernte er Arabisch und Persisch. Als er diese zwei Sprachen erlernt hatte, ging er an die Rahīmiyya, eine Schule, die von seinem Vater gegründet wurde. Sie zeichnete sich durch einen Fokus auf Hadīth, Theologie, Philosophie, Logik und muʿqallāt (rationale Wissenschaften) aus. Dadurch hob diese Schule sich von anderen Schulen der Zeit ab, wo in erster Linie munqallāt (traditionelle Wissenschaften wie Fiqh) gelehrt wurden. Nach dem Tod seines Vaters 1718 übernahm Schāh Walī Allāh die Leitung der Schule.
1730 vollzog er den Haddsch, in wessen Zuge er zwei Jahre lang im Hidschāz blieb und dort bei verschiedenen Gelehrten studierte und mit vielen wichtigen islamischen Werken in Kontakt kam. Für sein weiteres Wirken war dieser Aufenthalt insofern wichtig, als er sein "kosmopolitisches" Gedankengut vertiefen konnte. Nach seiner Rückkehr nach Delhi verbrachte er mehr Zeit mit dem Verfassen von Werken als mit Lehren.
Schāh Walī Allāh war ein Kind seiner Zeit. 1739 wurde Delhi von Nādir Schāh eingenommen, wodurch die Muslime auf dem indischen Subkontinent gespalten wurden und nicht-muslimische Gemeinschaften erstarken konnten. Dies sollte später Einfluss auf seine Lehre haben. So war er der Ansicht, dass die Hauptgründe für den Niedergang des Mogul-Reichs die hohen Steuern und eine reiche unproduktive Klasse waren, die wie „Parasiten“ von der Mehrheit der Menschen lebte. Darüber hinaus hätten diverse Gruppen mit ihren extremen Ansichten die islamische Gesellschaft geteilt. Er rief deshalb zur Mäßigung auf. Politische Autorität sah er zwar als praktisch an, wirklich wichtig sei jedoch nur die Gesellschaft.
Sich selbst beschrieb Schāh Walī Allāh in seiner Autobiographie al-ǧuzʾu l-laṭīf als jemanden, den Gott „zum Eröffner der letzten Periode der Zeit bis zum jüngsten Gericht gemacht hat“. Er betrachtete sich somit in schwierigen Zeiten in der Rolle dessen, der den Grundstein für folgende religiösen und intellektuellen Entwicklungen legt.

## Lehre

### Unterschied zu Muhammad ibn ʿAbd al-Wahhāb
Laut dem Islamwissenschaftler Ahmad Dallal wird häufig fälschlicherweise angenommen, dass Muhammad ibn ʿAbd al-Wahhābs (1703–1792) Ideen großen Einfluss auf Schāh Walī Allāh hatten. Vertreter dieser These würden damit argumentieren, dass diese Denker Taqlīd ablehnten und sowohl Idschtihād als auch Hadīth wiederbeleben wollten. Dies lehnt Dallas jedoch ab, da seiner Meinung diese Argumentationskette lediglich Studenten helfen soll, sich in der komplexen intellektuellen Welt des Islams zurechtzufinden. Zudem sei die Tatsache, dass beide bei Muhammad Hayā as-Sindī studierten, kein Beweis für ein und dasselbe Gedankengut. Dies sei höchstens ein Beweis für die Prominenz mancher Gelehrter. Für diese These spreche auch, dass as-Sindī seine Schüler vor ibn ʿAbd al-Wahhāb und seinen Ideen warnte.

### ʿĀlam al-Mithāl oder Mundus Imaginalis

#### Konzeptionen
Schāh Walī Allāh entwickelte ein Konzept mit dem Namen ʿālam al-miṯāl (Welt der Ähnlichkeit, the world of similitude; auch ʿālam al-ḫayāl – Welt der Vorstellung), was der französische Islamwissenschaftler und Philosoph Henry Corbin unter dem Titel Mundus Imaginalis (Welt der Vorstellung) wieder in Europa einführen wollte. Corbin war der Ansicht, dass diese Welt, die durch den Kartesianismus in Europa verdrängt wurde, unerlässlich zum Beantworten wichtiger philosophischer Fragen sei. Schon vor dem Kartesianismus war sie jedoch in Europa unter einem anderen Namen bekannt: die Welt der Engel.
Der Islamwissenschaftler Fuad S. Naeem setzte sich in einem Artikel mit dem Konzept von Schāh Walī Allāh auseinander. Demnach taucht das Konzept zum ersten Mal bei al-Ghazālī auf. Weitere Gelehrte wie Sihāb ad-Dīn Yahya as-Suhrawardī, der sie für den Mikrokosmos diskutierte und zum ersten Mal den Begriff ʿālam al-mithāl verwendete, Ibn al-ʿArabī, der die Welt auf Mikro- und Makrokosmos anwandte und Mullāh Sadr, der sie in die islamische Eschatologie integriert, entwickelten das Konzept weiter. Schāh Walī Allāhs Beitrag bestand darin, all diese Konzepte in einer Synthese zu vereinen.

#### Schāh Walī Allāhs ʿĀlam al-Mithāl
Schāh Walī Allāh definierte die ʿālam al-mithāl als einen Zwischenraum zwischen der empirischen und der göttlichen Welt. Die ʿālam al-mithāl sei also ein Transmitter zwischen der göttlichen und der irdischen Welt und könne somit Attribute aus den beiden Welten in die jeweils andere verwandeln. Da Gott immateriell sei, ginge alles von und zu Gott durch die ʿālam al-mithāl. Dinge aus der göttlichen Welt könnten sich auf der irdischen nur realisieren lassen, weil sie in der ʿālam al-mithāl als Vorstellungen (chayāl) vorhanden wären. Zu Beginn von allem determiniert also Gott etwas, das dann in der ʿālam al-mithāl imaginiert und schließlich im Diesseits manifestiert wird. Schāh Walī Allāh beschreibt die Funktion der ʿālam al-mithāl genauer: dort existierten nur Formen und Farben, jedoch kein Material; außerdem würde das Schicksal dort entstehen. Darüber hinaus sei sie immun gegen die Makel der diesseitigen Welt. Engel seien dabei diejenigen Wesen, die zwischen Gott und den Menschen vermitteln und die ʿālam al-mithāl bevölkerten. Durch Gebete könnten Menschen die Engel erreichen und dadurch Dinge wie Krankheiten und Leid blockieren. Nichtsdestotrotz seien die Menschen an alle Welten gebunden.

##### Das menschliche Leben als Zyklus
Weiter beschreibt Schāh Walī Allāh, dass Menschen aus purem Intellekt hervorgingen – die menschliche Form in der göttlichen Welt. Allmählich ginge der Intellekt dann in die ʿālam al-mithāl über, wo er langsam Form annehme und wo ein Zeitpunkt für sein Erscheinen auf der Erde festgelegt wird. Wenn die Zeit des Menschen auf der Erde abgelaufen ist, gehe er denselben Weg zurück, werfe unreine Formen ab und werde wieder purer Intellekt. Während der Mensch in der ʿālam al-mithāl ist, könne er zudem über seine intellektuellen Grenzen hinweg denken, wohingegen auf der Erde die Bedürfnisse Essen und Trinken im Vordergrund stünden. Für diesen Zweck blieben den Menschen gewisse Sinne wie der Gemeinsinn (ḥiss muštarak), Abstraktionsfähigkeit (wahm) und logisches Begreifen (idrāk) erhalten. Somit bleibt der Mensch losgelöst von seiner Materie erhalten und ähnelt mit seinen Fähigkeiten wie dem hiss muschtarak (Gemeinsinn) demjenigen der Engel und Dschinn.

##### Der Mensch nach dem Tod
Nach dem Tod nehmen sich die Engel der Menschen an, die sich jetzt in einer Art Traumzustand befinden. Ein fundamentaler Unterschied zwischen dem Zustand im Grab und dem Jüngsten Tag ist nach Schāh Walī Allāh derjenige, dass das Grab mit dem Mikrokosmos korrespondiert, während der Jüngste Tag mit dem Makrokosmos in Verbindung steht. Der Sinn des Grabes ist, Gutes zu belohnen und Schlechtes zu bestrafen, was sich jedoch nur auf den äußeren Körper (ẓāhir) bezieht. Am Jüngsten Tag dann wird der innere Teil des Menschen (bātin) bestraft. Menschen könnten nun sowohl zu Engeln als auch Teufeln werden.
Wenn sich ein Mensch jedoch komplett mit seinem Körper identifiziert, so würde dieser in der ʿālam al-mithāl den Eindruck besitzen, dass seine Seele noch im Körper ist. Der Status einer Person in der ʿālam al-mithāl würde also direkt den Zustand seiner Seele widerspiegeln. Da der Mensch hier aber von seinen diesseitigen Bedürfnissen befreit ist, würde die menschliche Rationalität langsam zum Leben erwachen und jegliche Charakteristika der Materie des Körpers (nasama) würden im selben Prozess langsam wieder zu Universalien. Durch das Verschwinden des nasama wandele sich der Mensch dementsprechend vom Individuum zum Charakteristikum aller. Am Jüngsten Tag jedoch würde der Mensch noch einmal zum Individuum und essentielle Merkmale des individuellen Charakters blieben den ganzen Prozess über gesichert.
Am Jüngsten Tag werden nach Schāh Walī Allāh dann alle diesseitigen Lüste befriedigt und der Mensch sehe Gott in der Form, in welcher er sich ihn vorstelle. Im Anschluss kommt das Paradies, wo der Mensch wieder zum puren Intellekt (ʿaql) wird.

#### Die Stellung der ʿĀlam al-Mithāl in Schāh Walī Allāhs Denken
Die ʿālam al-mithāl ist nach Naeem das Schlüsselkonzept in Schāh Walī Allāhs Denken, da sie die Verbindung zwischen Mensch und Gott darstellt und alles, was zwischen den beiden hin und her wandert, durch diese Welt müsse. Die ʿālam al-mithāl verbinde zudem ʿaql (Rationalität) und naql (religiöse Schriften). Um dies zu erläutern gibt Naeem das Beispiel der verschiedenen Religionen. Schāh Walī Allāh ist der Ansicht, dass es in der ʿālam al-mithāl einen Archetyp der Religion (dīn) gebe. Abhängig von den Menschen und der Umgebung manifestiere sich Religion dann in verschiedenen Arten und Weisen – daraus sei die Existenz verschiedener Religionen zu erklären.

### Idschtihād und Taqlīd
Schāh Walī Allāh sah Idschtihād als in jeder Epoche notwendig an. Diese Auffassung begründet er damit, dass es in jeder Epoche neue Herausforderungen für die Menschen gibt, die jeweils eine neue Interpretation des islamischen Normensystems erforderten. Eine unkritische Befolgung von Taqlīd lehnte er hingegen ab.
Idschtihād betrachtete er als fard al-kifāya (kollektive Pflicht – dabei genügt es, wenn ein Teil der Gemeinde Idschtihād betreibt), um die unzähligen Probleme und Herausforderungen jeder Zeit zu lösen. Das "Tor des Idschtihād" war für ihn deshalb nicht geschlossen. Jeder mit Wissen über Koran und Sunna mit Bezug auf moralische und rechtliche Regeln, Expertise im Idschmāʿ, die für Qiyās obligatorischen Voraussetzungen und einem Grundwissen in Arabisch sei für Idschtihād qualifiziert. Sobald es den Bedarf für Idschtihād gibt, dürfe dieser dann betrieben werden.

#### Die vier sunnitischen Rechtsschulen
Schāh Walī Allāh gehörte als Inder zwar der hanafitischen Rechtsschule an, vor allem vor seinem Aufenthalt in Mekka und Medina fühlte er sich an die von ihr gegebenen Regeln jedoch nicht gebunden. Während seiner zweijährigen Studienzeit im Hidschāz änderte er seine Ansicht und versuchte alle vier miteinander in Einklang zu bringen. Vorausgegangen war dieser Wechsel seines Standpunktes eine Vision, in welcher ihm Muhammad erschienen war und ihm mitteilte, dass alle vier Rechtsschulen gleich wären.
Er hat viele Werke in Arabisch und Persisch geschrieben, darunter eine Koranübersetzung ins Persische, um diese, von den seiner Meinung nach Sinn-verschleiernden Korankommentaren zu befreien, darauf abzielend, den Koran den gebildeten Muslimen näherzubringen.

### Sufismus
Er verwarf die bei den Sufis verbreitete Verehrung von Heiligengräbern.

### Politik
Schāh Walī Allāh sah das Hauptproblem seiner Zeit in der politischen Sphäre – die Uneinigkeit der Muslime. Sein Gedankengebäude baute er deshalb um die Frage der Wiederherstellung von Einigkeit auf. Zu diesem Zweck unterschied er zwischen zwei Arten von Kalifaten: ein äußeres Kalifat (ḫilāfat aẓ-ẓāhir) und ein inneres Kalifat (ḫilāfat al-bāțin). Das äußere müsse nur eine oberflächliche Ordnung herstellen, während das innere zuständig für die innere Ordnung sei. Die ʿUlamāʾ seien die Beschützer dieser inneren Ordnung und es sei ihre Aufgabe sicherzustellen, dass sich das Leben in Harmonie mit Gottes erschaffener Natur (fiṭra) bewege. Politische Korruption könne nur entstehen, wenn die ʿUlamāʾ ihre Pflichten vernachlässigten. Das Denken der ʿUlamāʾ fungiere somit als Schutz der Gesellschaft. Mit ʿUlamāʾ bezeichnet Schāh Walī Allāh jedoch keine elitäre Gruppe, sondern eine, die offen für alle Mitglieder der Gesellschaft ist.
Den Rohilla-Führer Najib ad-Daula schätzte er wegen dessen persönlichen Einsatz für den sunnitischen Islam gegen die Dschāts, die damals Delhi bedrohten. Schāh Walī Allāh drängte ihn, alle Hindus aus dem Staatsdienst zu entlassen, da diese mit den Dschāts kollaborieren würden. Erwähnenswert ist in diesem Zusammenhang ebenfalls, dass Schāh Walī Allāh einen Grund für den Niedergang in seiner Zeit sah er darin, dass ganz im Sinne von Akbars Versöhnungsgedanken Hindus und Schiiten auch Posten in der Regierung einnehmen konnten.

### Ehe
Schāh Walī Allāh untersuchte im sozialen Kontext sowohl das Mikrolevel (die Familie) als auch das Makrolevel (die Gesellschaft). Er argumentiert, dass das sozioökonomische Leben und die Haushaltsökonomie in jeder Gesellschaft einander gleichen. Die Manifestation ändere sich lediglich.
Der Mensch ist für Schāh Walī Allāh ein soziales Wesen mit bestimmten Bedürfnissen. In der Suche nach Realisierung dieser Bedürfnisse gab es laut Schāh Walī Allāh historisch betrachtet vier Stufen, die er als irtifāqāt bezeichnet:
1) Der Mann musste eine Frau speziell für ihn finden, um seine Lüste zu befriedigen, Unterstützung bei der Erziehung der Kinder und im Haushalt zu haben.
2) Die Menschheit ging langsam in Stadtgesellschaften über. Hier stellte die Familie das Rückgrat für den Zusammenhalt.
3) + 4) Bei der Herausbildung der verschiedenen Stadtstaaten war die Familie weiterhin eine wichtige Einheit für das organische Ganze.
Da die Ehe in Schāh Walī Allāhs Denken das Rückgrat der Gesellschaft stellt und es zwischen Männern Rivalitäten bei der Wahl der Frau gibt, mache dies die Ehe als Institution notwendig, um das Recht eines Mannes auf eine bestimmte Frau rechtlich zu sichern. Daneben sei die Ehe aber auch als Rahmen für Sex wichtig. Obwohl die Frau von Natur aus ihre Pflichten eher zu Hause habe, betont Schāh Walī Allāh die Notwendigkeit von Kooperation und gegenseitiger Unterstützung in der Ehe. Durch die verschiedenen Eigenschaften, die je einen Mann und eine Frau kennzeichnen, komplettierten sich beide in ihrer Existenz.

### Einfluss
Der islamische Gelehrte Abu Zayd hat auf seinem Blog eine Übersicht veröffentlicht über solche Gruppen und Individuen, die sich auf Schāh Walī Allāh berufen. Darunter befinden sich Tarīqa-yi Muḥammadīya, Ahl-i Hadīth, Abu-l-Aʿlā Mawdūdī und Tablīghī Dschamāʿat.

## Werke

### Ḥuǧǧat Allāh al-Bāliġa
Laut eigener Aussage wurde Schāh Walī Allāh von Gott mitgeteilt, an was dieser im Fiqh Wohlgefallen finde. In diesem Werk arbeitete Schāh Walī Allāh deshalb eine systematische Hadīth-Wissenschaft heraus. Unter anderem legte er die im Hadīth „impliziten und grundlegenden Ideen und die Absichten der Bestimmungen der šarīʿa, der Handlungsaufforderungen […] und der übrigen Lehren, die die Offenbarungen Gottes und den Propheten enthält“ dar. Schāh Walī Allāh misst diesem Werk einen zentralen Platz in seinem Denken bei.

### Fatḥ al-Raḥmān
Lange wurde angenommen, dass die erste Übersetzung des Korans auf Persisch aus Schāh Walī Allāhs Feder stammt. Die Wissenschaft ist sich zwar mittlerweile nicht mehr einig, ob es schon zuvor eine Übersetzung gab, nichtsdestotrotz gehört Fatḥ al-Raḥmān ("Der Sieg des Barmherzigen") zu den wichtigsten Werken Schāh Walī Allāhs.